# ان‌جی‌سی ۲۰۸۰
ان‌جی‌سی ۲۰۸۰(یا سحابی سر روح) یک سحابی گسیلشی در صورت فلکی ماهی زرین است. و تا زمین ۱۶۸٬۰۰۰ سال نوری فاصله دارد. ان‌جی‌سی ۲۰۸۰ توسط جان فردریک ویلیام هرشل در سال ۱۸۳۴ کشف شد.